# Mount Olive (Alabama)
Mount Olive é uma Região censo-designada localizada no estado americano do Alabama, no Condado de Jefferson.

## Demografia
Segundo o censo americano de 2000, a sua população era de 3957 habitantes.

## Geografia
De acordo com o United States Census Bureau tem uma área de 24,5 km², dos quais 24,5 km² cobertos por terra e 0,0 km² cobertos por água.

## Localidades na vizinhança
O diagrama seguinte representa as localidades num raio de 16 km ao redor de Mount Olive.